# Action Fighter
Action Fighter (アクションファイター) est un jeu vidéo de combat motorisé développé et édité par Sega, sorti en 1986 sur borne d'arcade. Le jeu a été adapté sur Amiga, Amstrad CPC, Commodore 64, DOS, Master System et ZX Spectrum.

## Système de jeu
Un agent secret reçoit une lettre du président pour effectuer une mission top secret. Dans cette optique vous piloterez une moto que se transformera en voiture puis en avion (en récupérant les lettres a, b, c, d, e, f) capable de détruire les nombreux ennemis.
Chaque niveau se déroule par défilement vertical et possède une partie course où le joueur doit parcourir une zone le plus vite possible, et une partie shoot 'em up avec un scrolling imposé. Le principe est emprunté au classique Spy Hunter (1983) de Bally Midway.
Des camions Sega se trouvant sur la route peuvent améliorer le tir et la vitesse du véhicule du joueur. Le joueur devra effectuer sa mission avant que le chronométré démarré à 999 ne tombe à zéro ; dans le cas contraire, il lui reste deux vies afin de finir celle-ci.